# Władysław Grochowski
Władysław Mieczysław Grochowski (ur. 4 września 1952 w Siedlcach) – polski przedsiębiorca, właściciel i prezes zarządu Arche SA. Sponsor filmu Układ Zamknięty.

## Wykształcenie
Absolwent Liceum Plastycznego w Lublinie i Wydziału Operatorskiego Szkoły Filmowej w Łodzi.

### Kariera biznesowa
Od 1977 r. pracował na własnym gospodarstwie rolnym. W latach 1990–1997 piastował stanowisko wójta gminy Trzebieszów (woj. lubelskie). W 1991 r. z kapitałem założycielskim wynoszącym 100 tysięcy złotych otworzył firmę deweloperską Arche Spółka Akcyjna, w której został głównym akcjonariuszem i prezesem.
Pierwszą inwestycją była budowa Osiedla Królowej Marysieńki w Wilanowie. Działalność hotelową rozpoczął od budowy w 1998 r. hotelu w Siedlcach. Pierwszym ocalonym obiektem zabytkowym był Pałac w Łochowie, odbudowany w latach 2005–2008.
Do zrealizowanych przez niego inwestycji należą:
- Zamek Janów Podlaski
- Pałac i Folwark Łochów
- Hotel Tobaco Łódź
- Arche Hotel Wrocław
- Koszary Arche Hotel w Górze Kalwarii
- Cukrownia Żnin
- Arche Hotel Częstochowa
- Arche Hotel Krakowska
- Arche Hotel Geologiczna
- Arche Hotel Poloneza
- Hotel Puławska Residence
- Arche Hotel Lublin
- Arche Hotel Siedlce
- Arche Residence Łódź
- Arche Hotel Piła
- Arche Klasztor Wrocław
- Arche Nałęczów

Inwestycje w przygotowaniu:
- Elektrociepłownia Szombierki Bytom
- Arche Sanatorium Muszyna
- Arche Olejarnia Szczecin
- Arche Konstancin Jeziorna
- Arche Koszary Białystok

W ramach działalności deweloperskiej wybudował 10 tys. mieszkań, 21 hoteli oraz 27 restauracji. Zatrudnia 2000 osób (dane na 6 października 2023 r.).

### Pozostała działalność
W 2002 r. był współzałożycielem Stowarzyszenia Wspólnota Nadbużańska. W kwietniu 2014 r. wraz z żoną założył Fundację Leny Grochowskiej, która zatrudnia osoby z niepełnosprawnością intelektualną oraz pomaga im się usamodzielniać. Fundacja sprowadza również repatriantów z Kazachstanu oraz zapewnia im mieszkania i pracę.

## Nagrody i wyróżnienia
- 2016 – Człowiek Roku 2016 (Prezes Grupy Arche) w kategorii specjalnej w 3. edycji konkursu „Hotelarz roku”[8]
- 2017 – wyróżnienie dla prezesa spółki Arche w rankingu Indeks Patriotyzmu Polskiego Biznesu, organizowanego przez redakcję „Rzeczpospolitej” i Fundację Patriotyzmu Gospodarczego[9]
- 2017 – Benemerenti in Opere Evangelizationis za sfinansowanie budowy szkoły i zaplecza edukacyjnego w Busso (Czad)[10]
- 2022 – Krzyż Oficerski Orderu Odrodzenia Polski[11][12]
- 2022 – Order Uśmiechu[13]
- 2023 - Nansen Refugee Award

### Życie prywatne
Ojciec dwojga dzieci. Od 1978 r. w związku małżeńskim z Leną. Prywatnie zajmuje się hodowlą danieli. Laureat nagród: Wizjonera Roku, Filantropa, Lidera Polskiego Biznesu, Super Optymisty